# Sverre Sørsdal
Sverre Sørsdal (født 5. august 1900 i Hamar, død 21. marts 1996 i Gjøvik) var en norsk bokser og læge, som deltog i alle de olympiske lege i 1920'erne.

## Karriere
Han vandt guldmedaljer i letsværvægt ved NM 1920 og NM 1924.
Hans boksekarriere foregik ved siden af hans medicinstudier og han boksede for Akademisk Boxe-Club. Han var i flere år overlæge ved Vardø Sykehus. For sin indsats som læge modtog han senere Kongens fortjenstmedalje i guld.
Sverre Sørsdal var ikke en af de boksere som man stadig kunne se til stævnerne. Det var de store konkurrencer som interesserede ham, og det var dem han deltog i. Fest og farver var der altid over ham. Han havde en stor fordel på grund af sin kolossale slagstyrke, og at han praktisk talt var immun for slag.

### OL 1920
Sørsdal stillede ved OL 1920 i Antwerpen i letsværvægt. I første runde boksede han mod René Darbou fra Frankrig. Kampen varede kun et minut, og Darbou blev diskvalificeret. I næste runde slog han amerikanske Edwin Schell, og i semifinalen mødte han Hugh Brown. Det blev uafgjort efter tre runder, så de måtte bokse en omgang til. I slutningen af ekstrarunden blev spetaklet overdøvet af en høj råben fra tredje galleri der sagde: Aa dra teen da get, hvorefter Sørsdal at efterkommer anmodningen. I finalen mødte han amerikanske Eddie Eagan. Eagan var bedst, men klarede ikke at slå Sørsdal ud, og vant på point.

### OL 1924
Ved OL 1924 i Paris stillede han igen op i letsværvægt, og efter at have vundet over en belgisk bokser i første runde vandt han over en amerikaner i kvartfinalen. I semifinalen mødte han danske Thyge Petersen, der vandt og kom i finalen, som han tabte til briten Harry Mitchell, mens Sørsdal fik bronze, idet hans modstander i kampen herom, italieneren Carlo Saraudi, ikke stillede op.

### OL 1928
Ved OL 1928 i Amsterdam stillede Sørsdal op i sværvægt, og efter at have stået over i første runde vandt han i kvartfinalen over en amerikaner på knockout. I semifinalen tabte han til svenske Nils Ramm, der efterfølgende tabte finalen til argentineren Arturo Rodríguez, mens Sørsdal ikke stillede op til bronzekampen mod danske Jakob Michaelsen, der derfor fik bronze, mens Sørsdal blev nummer fire.